# Tomasz Chiniewicz
Tomasz Chiniewicz (ur. 3 stycznia 1969 w Kłodzku) – perkusista polskiego zespołu rockowego Shout, związany z zespołem od samego początku. Zagrał na wszystkich wydanych przez Shout płytach oraz wystąpił na wszystkich koncertach tej formacji. 
Z wykształcenia ekonomista, absolwent Akademii Ekonomicznej we Wrocławiu, pracuje w giełdowej spółce Zetkama S.A. w Kłodzku na stanowisku głównego księgowego i z-cy dyrektora finansowego. Żonaty, trzy córki.

## Dyskografia[potrzebnyprzypis]
- 1993 Przepraszam za miłość
- 1993 Jak we śnie
- 1994 Ballady
- 1994 Aż do krwi
- 2006 Nie-Trendy Rock